# Naturschutzgebiet Fossa Eugeniana nördlich vom Kamperbrucher Feld
Koordinaten: 51° 31′ 12″ N, 6° 33′ 14″ O
Das Naturschutzgebiet Fossa Eugeniana nördlich vom Kamperbrucher Feld liegt auf dem Gebiet der Stadt Kamp-Lintfort im Kreis Wesel in Nordrhein-Westfalen. Das Gebiet erstreckt sich im nordöstlichen Stadtgebiet von Kamp-Lintfort entlang der westlich verlaufenden B 510 entlang des historischen Kanals Fossa Eugeniana zwischen der Hedgestraße im Nordosten und der Nordstraße im Südwesten.

## Bedeutung
Für Kamp-Lintfort ist seit 2013 ein 9,16 ha großes Gebiet unter der Kenn-Nummer WES-099 im Kreis Wesel ausgewiesen.